# Pordenone (provins)
Provinsen Pordenone (it. Provincia di Pordenone) er en provins i regionen Friuli-Venezia Giulia i det nordlige Italien. Pordenone er provinsens hovedby. 
Der var 268.198 indbyggere ved folketællingen i 2001.

## Geografi
Provinsen Pordenone grænser til:
- i nord og øst mod provinsen Udine,
- i syd mod Veneto (provinsen Venezia) og
- i vest mod Veneto (provinserne Treviso og Belluno).

## Kommuner
- Andreis
- Arba
- Aviano
- Azzano Decimo
- Barcis
- Brugnera
- Budoia
- Caneva
- Casarsa della Delizia
- Castelnovo del Friuli
- Cavasso Nuovo
- Chions
- Cimolais
- Claut
- Clauzetto
- Cordenons
- Cordovado
- Erto e Casso
- Fanna
- Fiume Veneto
- Fontanafredda
- Frisanco
- Maniago
- Meduno
- Montereale Valcellina
- Morsano al Tagliamento
- Pasiano di Pordenone
- Pinzano al Tagliamento
- Polcenigo
- Porcia
- Pordenone
- Prata di Pordenone
- Pravisdomini
- Roveredo in Piano
- Sacile
- San Giorgio della Richinvelda
- San Martino al Tagliamento
- San Quirino
- San Vito al Tagliamento
- Sequals
- Sesto al Reghena
- Spilimbergo
- Tramonti di Sopra
- Tramonti di Sotto
- Travesio
- Vajont
- Valvasone Arzene
- Vito d'Asio
- Vivaro
- Zoppola

45°57′N 12°41′Ø / 45.95°N 12.68°Ø